# Mohamed Agha-mir
Mohamed Agha-mir, né le 5 avril 1902 à Rezaïna Gheraba, commune de Méchaia (aujourd'hui El Biod), en Algérie, et décédé le 24 octobre 1970 à Sidi Bel Abbès, est un militaire et homme politique français.

## Biographie

### Carrière militaire
Il s'engage au 5e régiment de spahis algériens (RSA) en 1922. Passant ensuite par le 2e RSA, le 7e RSA et le 9e RSA, il monte peu à peu en grade, ses supérieurs remarquant ses compétences et son dévouement. Il combat en particulier comme maréchal des logis au 7e RSA pendant la guerre du Rif et est cité à l'ordre du régiment en août 1925. Il est promu officier au titre indigène le 25 septembre 1934, sous-lieutenant au 9e RSA. Il sert ensuite à nouveau au 2e RSA en Algérie puis 7e RSA à Montauban. Revenu au 2e RSA en 1938, il est chef de peloton au sein de ce régiment à la déclaration de la Seconde Guerre mondiale. Lors de l'attaque allemande dans les Ardennes, il participe aux opérations de retardement menées par son unité. Il est fait prisonnier lors de la bataille de La Horgne le 15 mai 1940. En 1947, il est cité à l'ordre de l'armée pour son comportement en mai 1940.
Libéré pour raisons de santé en novembre 1940, il rejoint le 2e RSA en Algérie en avril 1941. Il est ensuite détaché au cabinet du gouverneur d'Algérie. Il est nommé chef d'escadrons en 1951 puis prend sa retraite de l'armée en 1952.

### Carrière politique
À la suite de sa carrière militaire, Mohamed Agha-mir entame une carrière politique et, lors des élections législatives de 1958 en Algérie française, se fait élire député de la cinquième circonscription d'Orléansville (1958-1962).

## Décorations
Il a reçu les décorations suivantes :
- Croix de guerre des Théâtres d'opérations extérieurs (août 1925)
- Chevalier de la Légion d’honneur (15 novembre 1946)
- Croix de guerre 1939-1945 (11 juin 1947)
- Officier de l'Ordre du Ouissam alaouite (29 octobre 1947)
- Officier de la Légion d'honneur (29 mars 1957)